# تمجونت (تامجونت)
تمجونت هو دُوَّار يقع بجماعة بورد، إقليم تازة، جهة فاس مكناس في المملكة المغربية. ينتمي الدوّار لمشيخة تامجونت التي تضم دوارين. يقدر عدد سكانه بـ 3195 نسمة حسب الإحصاء الرسمي للسكان والسكنى لسنة 2004.

## روابط خارجية
- البوابة الوطنية للجماعات الترابية نسخة محفوظة 12 مارس 2018 على موقع واي باك مشين.
- المندوبية السامية للتخطيط